# Jörg-Detlef Kühne
Jörg-Detlef Kühne (* 6. März 1943 in Wriezen) ist ein deutscher Rechtswissenschaftler, Rechtshistoriker und Hochschullehrer.

## Leben
Kühne besuchte von 1949 bis zum Abitur 1962 das Gymnasium Borbeck in Essen. Es schloss sich ein Studium der Rechtswissenschaften an den Universitäten in Berlin, Freiburg im Breisgau und Bonn an. Das erste juristische Staatsexamen absolvierte er 1966. Von 1965 bis 1969 studierte er Geschichtswissenschaft an der Bonner Universität, an der er am 22. Mai 1970 mit der Dissertation Die Abgeordnetenbestechung. Möglichkeiten einer gesetzlichen Gegenmaßnahme unter dem Grundgesetz zum Dr. iur. promoviert wurde. 1971 beobachtete er auf Zypern den Verfassungskonflikt. Nach dem Vorbereitungsdienst absolvierte er 1974 das zweite juristische Staatsexamen und wurde im Anschluss wissenschaftlicher Assistent am Institut für Öffentliches Recht der Universität Bonn, zunächst bei Karl Josef Partsch und nach dessen Emeritierung bei Jost Pietzcker. Von 1979 bis 1981 wurde Kühne durch die Deutsche Forschungsgemeinschaft mit einem Habilitationsstipendium gefördert. Am 24. Juni 1983 habilitierte er sich an der Rechts- und staatswissenschaftlichen Fakultät der Universität Bonn mit der Habilitationsschrift Die Reichsverfassung der Paulskirche. Vorbild und Verwirklichung im späteren deutschen Rechtsleben und erhielt die Venia legendi für die Fachgebiete Öffentliches Recht und Verfassungsgeschichte. Als Privatdozent vertrat er Lehrstühle an den Universitäten in Saarbrücken und Göttingen.
Kühne nahm 1984 einen Ruf als Universitätsprofessor an die Universität zu Köln an und folgte 1988 einem weiteren Ruf an die Universität Hannover auf den Lehrstuhl für Öffentliches Recht und Verfassungsgeschichte. Dort war er im Studienjahr 1993/1994 Dekan der juristischen Fakultät. Von 1994 bis 2004 war er Vorsitzender der Juristischen Studiengesellschaft Hannover. 1999 bekleidete er eine Gastprofessur an der Universität Durham und darauf eine weitere an der Universität Halle-Wittenberg. Von der letzteren Universität wurde Kühne 2000 gerufen. Er lehnte den Ruf jedoch ab. Seit 1999 ist er Mitarbeiter am Zentrum für interdisziplinäre Forschung der Universität Bielefeld. Von 2001 bis 2006 war er zudem Mitglied des Beirats der Vereinigung für Verfassungsgeschichte und seit 2004 gehört er zum Direktorium des Instituts für nationale und transnationale Integrationsforschung an der Universität Hannover. 2008 ging er als Lehrstuhlinhaber in den Ruhestand. Seine Nachfolgerin wurde Frauke Brosius-Gersdorf.
Im September 2019 gehörte er zu den etwa 100 Staatsrechtslehrern, die sich mit dem offenen Aufruf zum Wahlrecht Verkleinert den Bundestag! an den Deutschen Bundestag wandten.
Kühne trat 1986 in die Redaktion der Zeitschrift für Parlamentsfragen ein und gehört seit 1994 zum Beirat der Niedersächsischen Verwaltungsblätter.
Kühne ist seit 1974 verheiratet und hat drei Kinder.

## Schriften (Auswahl)
- Die Abgeordnetenbestechung. Möglichkeiten einer gesetzlichen Gegenmaßnahme unter dem Grundgesetz, Athenäum, Frankfurt am Main 1971.
- Die Rechtsentwicklung der Bauleitplanung im räumlichen Bereich des Landes Nordrhein-Westfalen (= Schriftenreihe Landes- und Stadtentwicklungsforschung des Landes Nordrhein-Westfalen. Bd. 8), Verlag für Wirtschaft und Verwaltung, Dortmund 1976.
- Grundrechtlicher Wohnungsschutz und Vollstreckungsdurchsuchungen. Ein Beitrag zum Verständnis des Art. 13 GG, Schwartz Göttingen 1980, ISBN 978-3-509-01131-9.
- Die Reichsverfassung der Paulskirche. Vorbild und Verwirklichung im späteren deutschen Rechtsleben, Metzner, Frankfurt am Main 1985, ISBN 978-3-7875-5325-9.
- Zu Veränderungsmöglichkeiten der Oder-Neiße-Linie nach 1945, Nomos, Baden-Baden 2006, ISBN 978-3-8329-1868-2.
- Die Entstehung der Weimarer Reichsverfassung. Grundlagen und anfängliche Geltung (= Schriften des Bundesarchivs. Bd. 78), Droste, Düsseldorf 2018, ISBN 978-3-7700-1636-5.